# Ouro Velho Esporte Clube
Ouro Velho Esporte Clube é uma agremiação esportiva de Ouro Velho, no estado da Paraíba, fundada a 15 de novembro de 1989.
O único título que conquistou foi o Campeonato Paraibano da Segunda Divisão de 1995. A agremiação não possuía um estádio próprio, tendo que mandar suas partidas no Estádio Feitosão, em Monteiro.
As cores do Ouro Velho são azul e branco, e seu mascote é um tigre. Apesar de não disputar torneios oficiais desde 1997, o clube mantém-se ativo disputando torneios amadores.

## Desempenho em Competições

### Campeonato Paraibano - 1ª divisão
| Ano  | Posição                         |
| 1996 | 12º (Vice-lanterna e rebaixado) |

### Campeonato Paraibano - 2ª divisão
| Ano  | Posição               |
| 1995 | (Campeão e Promovido) |

## Títulos

### Estaduais
- Campeonato Paraibano - 2.ª Divisão: 1995;